# بریدن لماسترز
بریدن لماسترز (انگلیسی: Braeden Lemasters؛ زادهٔ ۲۷ ژانویهٔ ۱۹۹۶) هنرپیشه اهل ایالات متحده آمریکا است. وی از سال ۲۰۰۵ میلادی تاکنون مشغول فعالیت بوده‌است.
از فیلم‌ها یا برنامه‌های تلویزیونی که وی در آن نقش داشته‌است می‌توان به ان‌سی‌آی‌اس، دکتر هاوس، ذهن‌های مجرم، آناتومی گری، پرونده سرد، مثل آب خوردن، ناپدری، و داستان کریسمس ۲ اشاره کرد.